# Tipi de Cantor
Pour les articles homonymes, voir Éventail (homonymie).

Le tipi de Cantor, ou éventail de Knaster–Kuratowski

En mathématiques, le tipi de Cantor, ou éventail de Knaster-Kuratowski, est un espace topologique particulier : il est connexe mais quand on le prive de son sommet, il devient totalement discontinu.

## Définition
Soient
- C l'ensemble de Cantor,
- p le point (1/2, 1/2) du plan ℝ2 et
- pour tout élément c de C, X(c) l'ensemble des points situés sur le segment de droite qui relie (c, 0) à p et dont l'ordonnée est
  - rationnelle si c est une extrémité de l'un des intervalles supprimés lors de la construction de l'ensemble de Cantor,
  - irrationnelle sinon.

L'éventail de Knaster-Kuratowski, de sommet p, est la réunion Y des X(c) quand c parcourt C (vue comme partie du plan munie de la topologie induite).
Le sous-espace Y\{p} est totalement discontinu, mais pas « totalement séparé » : deux points situés sur un même X(c) ne sont pas séparés par un ouvert-fermé,. Sa dimension topologique est 1.